# رگین (اسطوره)

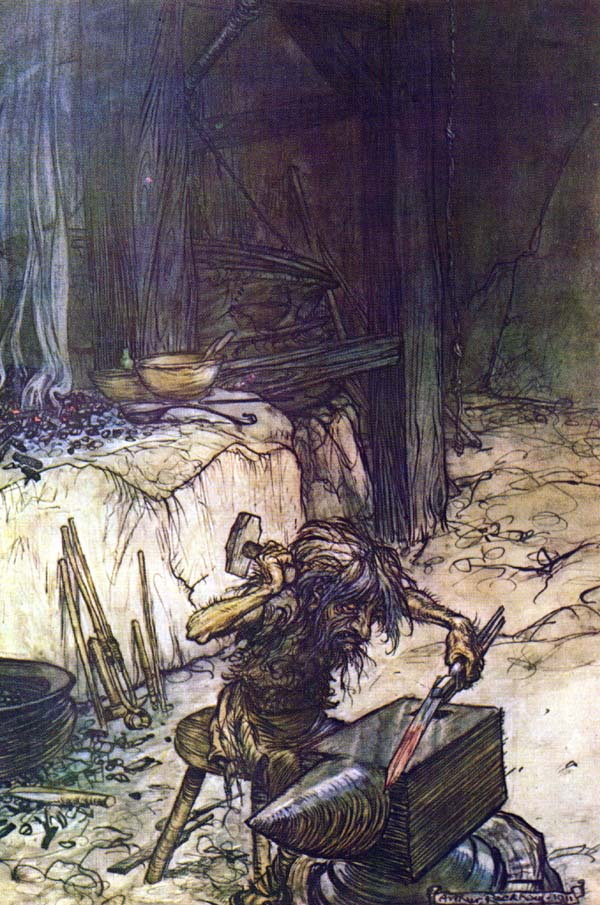
رگین، اثر آرتور راکهام

رگین در اساطیر اسکاندیناوی یک دورف آهنگر، پسر هرایدمار، برادر اوتر و فافنیر و پدر خواندهٔ زیگفرید بود. رگین و برادرش فافنیر برای به دست آوردن گنجینه پدرش با یکدیگر همدست شدند تا پدر را سرنگون کنند. اما فافنیر که تمام طلاها را برای خود می‌خواست، پدرش هرایدمار را برای دست‌یابی به این گنجینه کشت. فافنیر تحت تأثیر نفرین حلقهٔ جادویی «اندوارانات» قرار گرفت و تبدیل به اژدهایی قدرتمند شد و از دست برادر خود رگین فرار کرده و به دور دست‌ها گریخت. از این ماجرا هیچ چیزی نصیب رگین نشد، اما او به عنوان آهنگر پادشاه و پدرخوانده زیگفرید، به او زبان‌های مختلفی را در کنار ورزش‌ها و هنر سخنوری آموزش داد. او برای زیگفرید داستان گنجینه خانوادگی خود را بازگو کرد و زیگفرید نیز تصمیم گرفت به رگین در باز پس‌گیری گنجینه کمک کند. این رگین بود که شمشیر شکسته پدرش را بازسازی نمود و زیگفرید نام آن را «گرام» گذاشت. رگین برای گرفتن انتقام از زیگفرید درخواست کرد برادرش فافنیر را بکشد. زیگفرید شمشیر افسانه‌ای خود را در شانهٔ چپ اژدها فروکرده و او را کشت. رگین که تصمیم داشت تمام گنجینه را برای خود نگاه دارد، از این قهرمان خواست تا قلب فافنیر را برای او بپزد. رگین با خوردن قلب اژدها، حتی از زیگفرید نیز نیرومندتر می‌شد. زیگفرید برای فهمیدن اینکه قلب پخته شده یا نه، انگشت خود را به آن زد و به خاطر داغ بودن، دستش را به دهان برد و به این ترتیب مقداری از خون فافنیر وارد دهان او شد. زیگفرید با خوردن مقداری از خون فافنیر توانایی برای درک زبان پرندگان را کسب کرد. وی از دو پرنده که با یکدیگر گفتگو می‌کردند شنید که رگین نقشه‌ای برای کشتن او و تصاحب طلاها، در سر دارد. با اطلاع از این نقشه، او رگین را کشت و صاحب طلاها شد. پس از این ماجرا خود زیگفرید نیز گرفتار نفرین گنجینه و حلقه جادویی شد.